# Anne-Sophie Pelletier

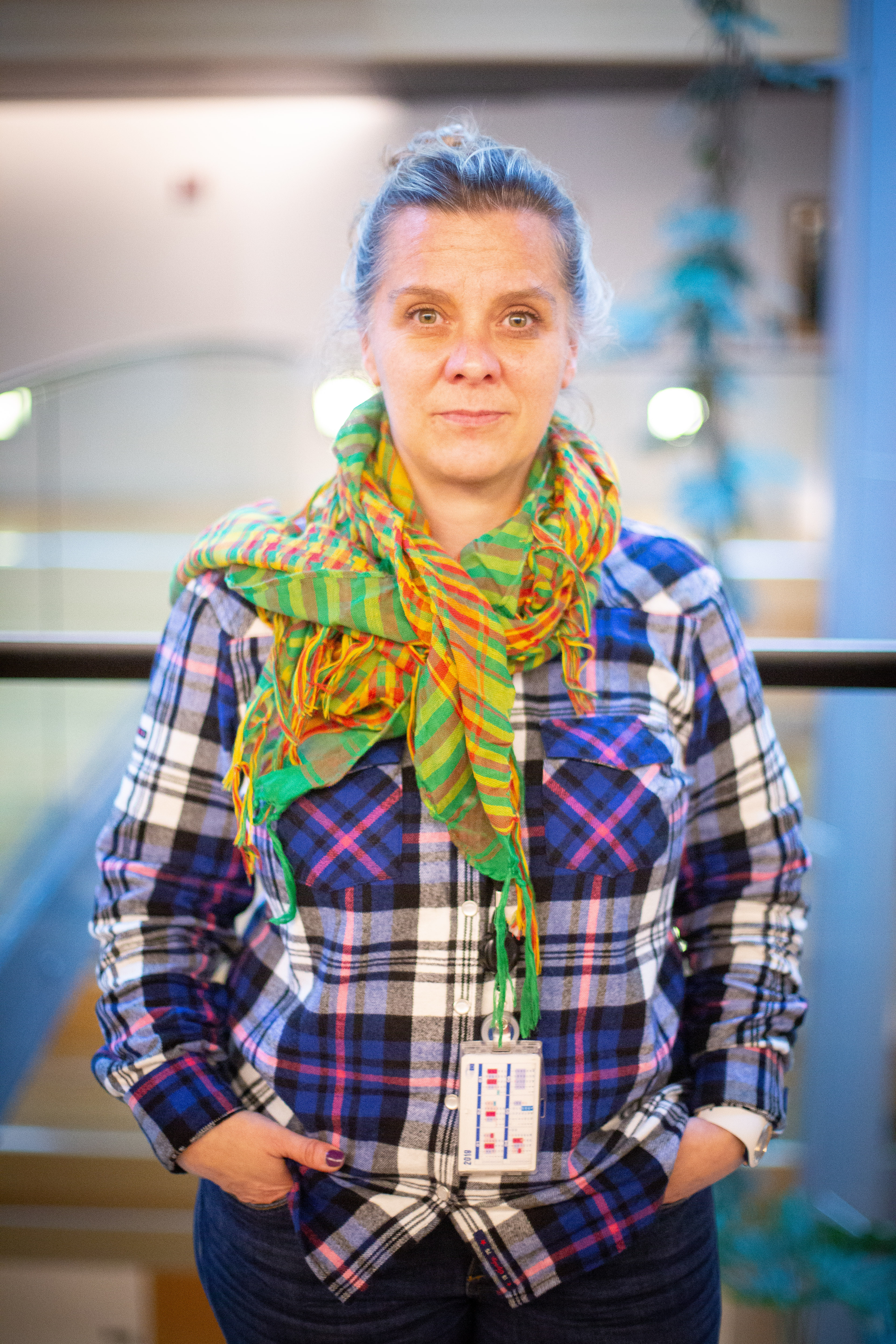
Anne-Sophie Pelletier (2019)

Anne-Sophie Pelletier (* 5. Februar 1976 in Besançon) ist eine französische Krankenpflegerin und Politikerin (La France insoumise). Seit der Europawahl 2019 ist sie Mitglied des Europäischen Parlaments.

## Leben

### Ausbildung
Anne-Sophie Pelletier wurde am 5. Februar 1976 in Besançon als Tochter eines Zeichenlehrers geboren, wuchs jedoch im benachbarten Montbéliard auf. Pelletier absolvierte ihre Schulausbildung mit einem bac scientifique („naturwissenschaftliches Abitur“), anschließend studierte sie an einer Kunstschule in Aubusson. Später arbeitete sie in einer Führungsposition in einem Hotel.

### Streik im EHPAD Opalines

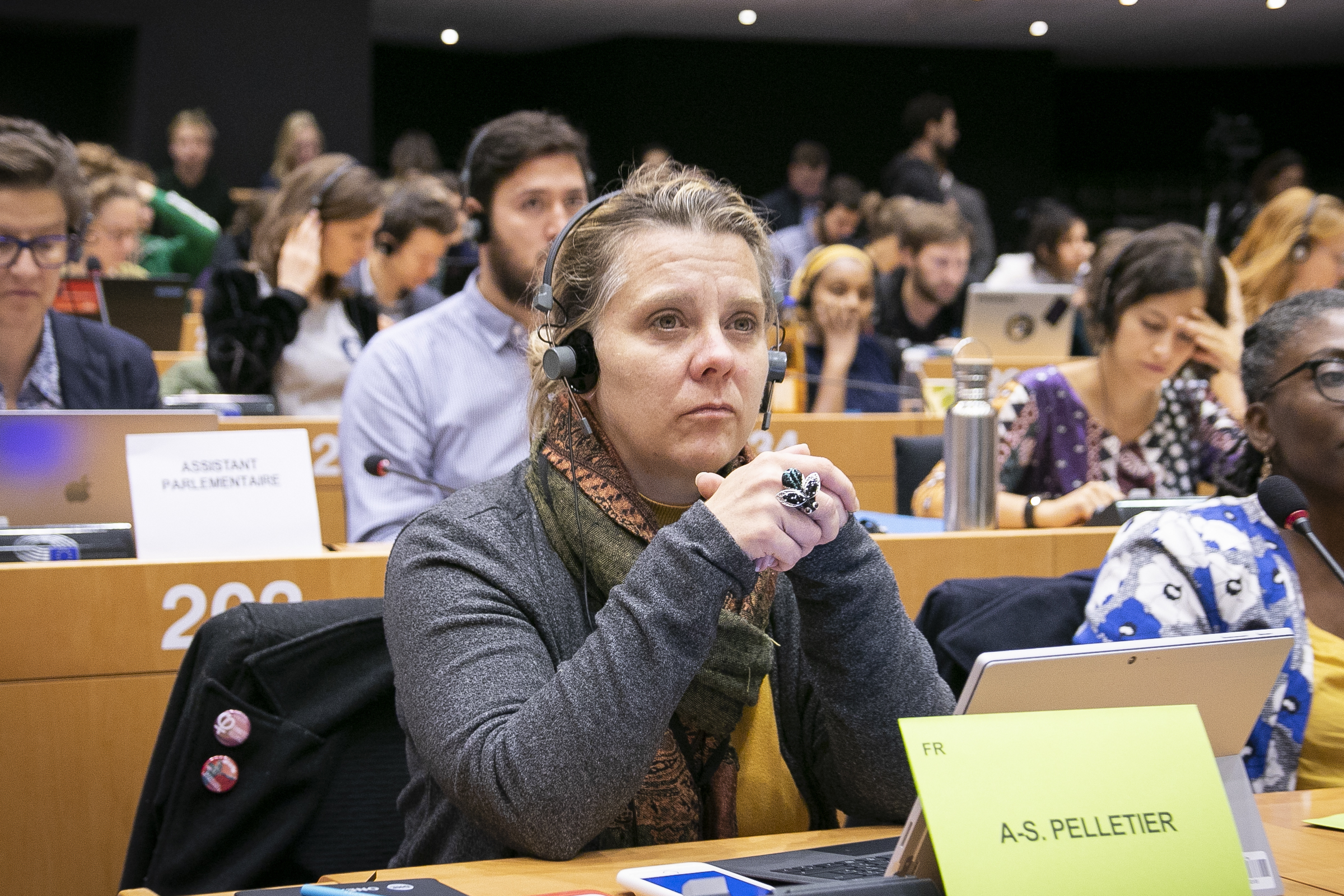
Pelletier im Europäischen Parlament (2019)

Pelletier absolvierte eine Ausbildung zur Krankenpflegerin (Aide médico-psychologique, vergleichbar mit einer Psychologisch-technischer Assistenz). Bekannt wurde Pelletier vor allem im Jahr 2017 als Anführerin eines 117-tägigen Streiks im Wohnheim Opalines für ältere, abhängige Menschen (établissement d'hébergement pour personnes âgées dépendantes, EHPAD) in der Gemeinde Foucherans (Département Jura). Während des Streiks trat sie der CGT bei, bevor sie im Oktober 2017 La France insoumise beitrat. Der Streik erhielt landesweit Aufmerksamkeit.
Nach diesem Streik machte sie immer wieder auf die Missstände im französischen Gesundheits- und Pflegesystem aufmerksam. 2019 veröffentlichte sie das Buch „Ehpad, une honte française“ (EPHAD, eine französische Schande) in dem sie Sachverhalte ausführlich darstellte.

### Einzug ins Europaparlament

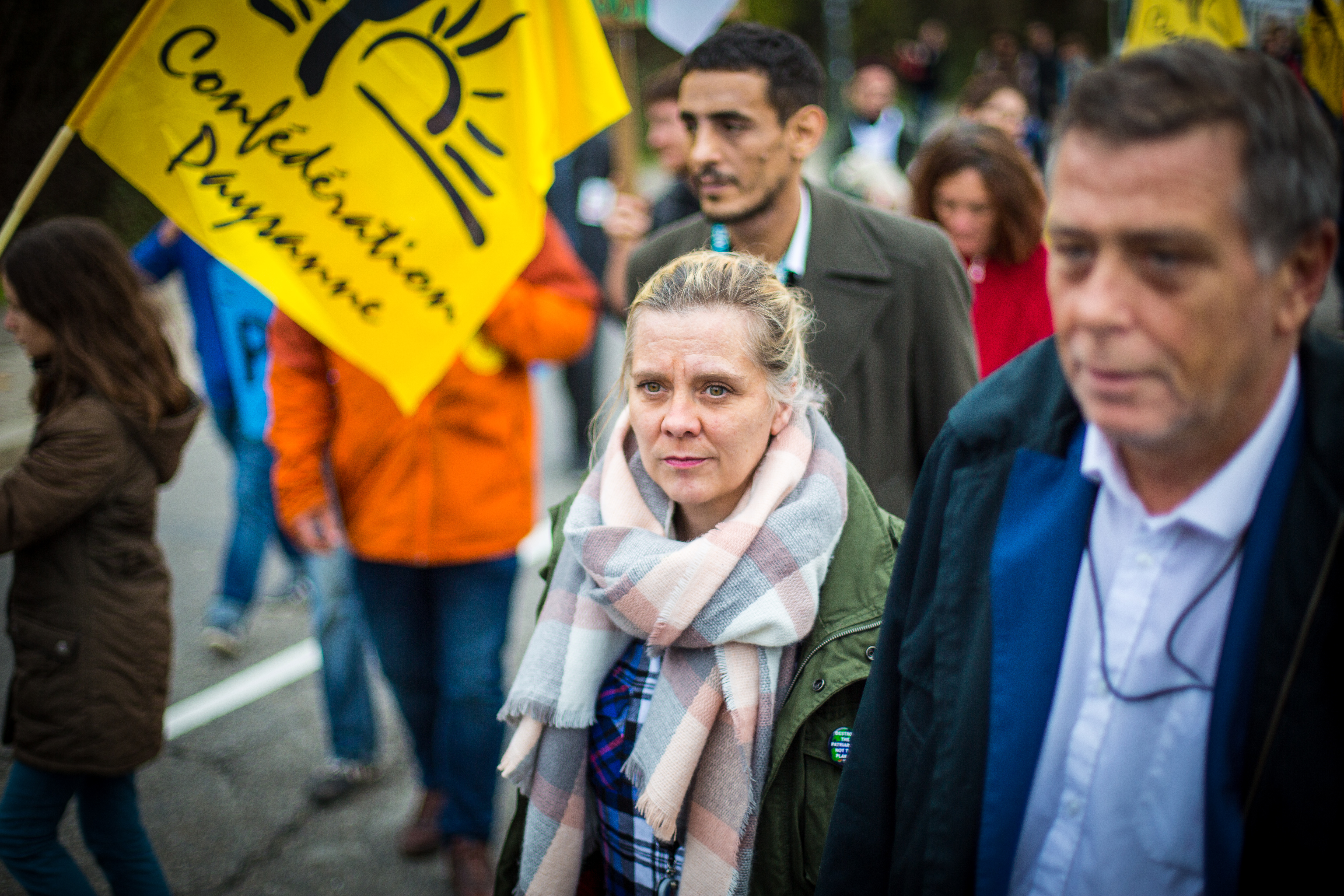
Pelletier auf einer Demonstration (2019)

2019 nominierte La France insoumise Pelletier für den fünften Listenplatz für die Europawahl 2019. Die Partei errang mit 6,31 Prozent 6 der 79 französischen Mandate, sodass Pelletier direkt einzog. Sie trat, wie ihre Parteikolleginnen und -kollegen, der Konföderalen Fraktion der Vereinten Europäischen Linken/Nordische Grüne Linke bei. Für die Fraktion ist sie Mitglied im Ausschuss für Binnenmarkt und Verbraucherschutz, sowie stellvertretendes Mitglied im Ausschuss für Verkehr und Tourismus und im Ausschuss für bürgerliche Freiheiten, Justiz und Inneres.
Sie wurde im Dezember 2023 aus ihrer Partei ausgeschlossen, nachdem 13 verschiedene Berichte über Belästigungen von parlamentarischen Assistenten ans Licht gekommen waren.
Pelletier ist verheiratet.